# Alan Hustak
 (juillet 2014).
Alan Hustak est un écrivain, un journaliste et un animateur de télévision canadien. Né en Saskatchewan, il reçut son éducation chez les jésuites avant de s'installer à Montréal en 1967.
Journaliste pour Radio-Canada, il fut par la suite nommé chef de bureau du réseau CTV pour la province de Québec. Il demeura en Alberta pour une brève période et composa une biographie de l'homme politique Peter Lougheed.
Revenu à Montréal, il est devenu collaborateur pour le Montreal Gazette. Parallèlement, il a écrit plusieurs livres sur le Vieux-Montréal et l'histoire de la ville. Sa biographie de William Hingston lui a mérité le prix Mavis-Gallant en 2005.En 2012, il a reçu la médaille du jubilé de la reine Elizabeth pour avoir écrit sur les Canadiens méritants et leurs institutions.

## Ouvrages publiés
- They Were Hanged, 1987
- St. Patrick's of Montreal : The Biography of a Basilica, 1998
- Titanic : The Canadian Story, 1999
- Sir William Hingston : Montreal Mayor, Surgeon and Banker, 2004
- The Ghost of Griffintown : The True Story of the Murder of Mary Gallagher, 2005
- Exploring Old Montreal : An Opinionated Guide To Its Streets, Churches, And Historic Landmarks, 2005
- Montreal Then & Now, 2006
- Downtown Montreal : Walking Tours To The Downtown Squares, Churches, And Underground City, 2006